# Boehm János
Boehm János (Moriz Johann Böhm) (? – 1809. február 20.) rovartudós, a magyarországi rovartani kutatás egyik megalapítója. Számvevőtisztként „nagy dicsérettel” dolgozott előbb Bécsben, majd áthelyezése után Budán a Helytartótanácsban.

„Azon rovartudósok között, kik a múlt 
századnak utóján és a jelennek elején a külföld figyelmét is magukra vonták két férfiú jeleskedett : Koy Tóbiás a magyar kamaránál pénztárnok, és Boehm János a magyar helytartó tanácsnál számvevő tiszt, kik a honi rovarokat fáradhatlan szorgalommal 
gyűjtvén, vizsgálván, és a külföldi jeles rovartudósokkal megismertetvén, hazánk rovartanának alapját megvetették. ”

Vorschlag zu einer neuen Tödtungsmethode hartschaliger Insekten című művével megreformálta azt az addigi rovargyűjtési gyakorlatot, hogy a rovarokat a begyűjtés és hazaszállítás után közvetlenül és a tűre tűzéssel ölték meg. Az új, általa kipróbált módszer a rovarokat a begyűjtés helyén egy szélesnyakú gyűjtőpalackban borpárlattal elkábítani, ami számos addig a gyűjtéskor szükséges eszközt fölöslegessé tett, és a gyűjtő a legtöbb rovar esetén több napos haladékot is nyert a tűre tűzésig. A cikkről a rákövetkező évben a Neue Leipziger Literaturzeitung is hírt adott.
Böhm Koy Tóbiással közösen Anmerkungen über einige Insekten címmel egy cikket jelentetett meg néhány magyarországi bogárról 1802-ben a Der Naturforscher című német folyóiratban.
Kéziratban maradt 1795. március 1-től 1798. augusztus 11-ig vezetett német nyelvű rovartani naplójegyzetei 90 évvel később kerültek újra értő kezekbe. Dr. Horváth Géza a Rovartani lapokban ismertette Egy múlt századbeli napló címmel. A napló ennyi idő elmúltával is rovartani és rovartan-történeti szempontból figyelemre méltó bejegyzések lelőhelyének bizonyult.
1798-ben a Leopoldina Német Természettudományos Akadémia tagjává választották.